# 1520
1520 (MDXX) fue un año bisiesto comenzado en domingo del calendario juliano.

## Acontecimientos

### Enero
- 10 de enero: Fernando de Magallanes llega al Cabo de Santa María cerca del actual emplazamiento de Montevideo.
- 18 de enero: Cristián II de Dinamarca y Noruega derrota a los suecos en el Lago Asunde.

### Marzo
- 3 de marzo: Las tropas reales entran en Valencia, donde el jefe de la revuelta, Peris, es asesinado.[1]
- 31 de marzo: Magallanes llega al Puerto San Julián.[2]

### Abril
- 1 de abril
  - En el inhóspito Puerto San Julián, provincia de Santa Cruz, se celebra la primera misa en territorio argentino.
  - Los Comuneros ocupan el Alcázar de Madrid (véase: Guerra de las Comunidades).
- 23 de abril: Diego Velázquez de Cuéllar envía a Pánfilo Narváez a someter a Hernán Cortés en tierras mexicanas.

### Mayo

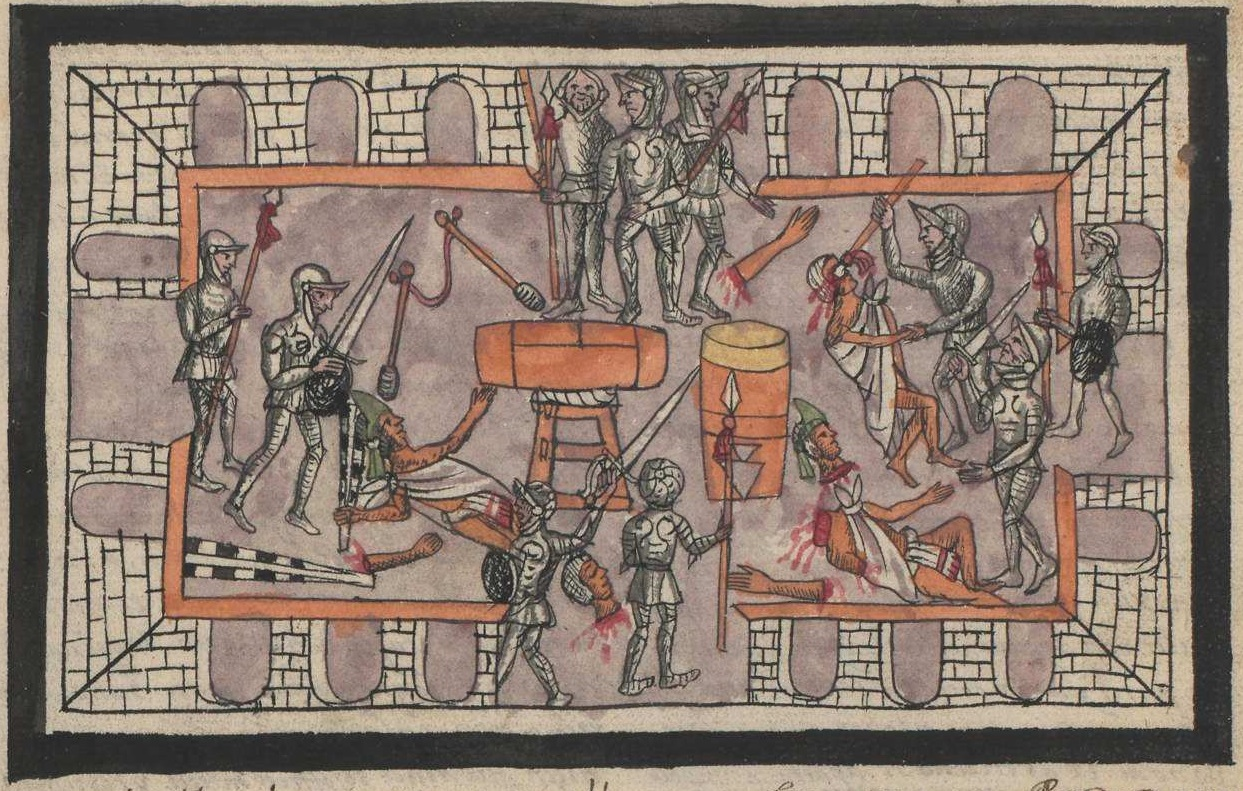
Matanza del Templo Mayor, pintura contenida en el códice Durán

- 17 de mayo: Carlos I de España firma una cédula por la que reconoce a Diego Colón los títulos de almirante y virrey de las Indias.
- 19 de mayo: Carlos I firma en La Coruña la Capitulación para poblar la costa de Paria, concedida a su capellán Bartolomé de Las Casas.
- 20 de mayo: Matanza de Tóxcatl en el Templo Mayor de Tenochtitlan.
- 24 de mayo: Hernán Cortés derrota a Pánfilo Narváez en Cempoala.

### Junio
- 7 de junio: Enrique VIII de Inglaterra y Francisco I de Francia se reúnen cerca de Calais.
- 15 de junio: León X emite la Exsurge Domine bula en la que intima a Lutero a que se retracte de 41 de sus 95 tesis.
- 29 de junio: Asesinato de Moctezuma Xocoyotzin, antepenúltimo tlatoani de Tenochtitlan.
- 30 de junio: Noche Triste, Hernán Cortés y sus hombres son obligados a abandonar México-Tenochtitlan tras la muerte de Moctezuma.

### Julio
- 12 de julio: 23 km al noroeste de la Ciudad de México, los españoles liderados por Hernán Cortés masacra a cientos de hombres, mujeres y niños civiles en el pueblo mexica de Calacoaya.[3]
- 17 de julio: 59 km al noreste de la ciudad de México, el conquistador español Hernán Cortés con sus aliados tlaxcaltecas derrotan a los aztecas en la batalla de Otumba.

### Agosto
- 21 de agosto: Antonio de Fonseca ordena el incendio de Medina del Campo por no ceder la artillería, con la que se quería atacar Segovia.
- 24 de agosto: Magallanes deja el Puerto San Julián.

### Septiembre
- 4 de septiembre: Hernán Cortés conquista Tepeaca y funda la Villa de Segura de la Frontera.
- 30 de septiembre: Solimán I es proclamado sultán del Imperio otomano.

### Octubre

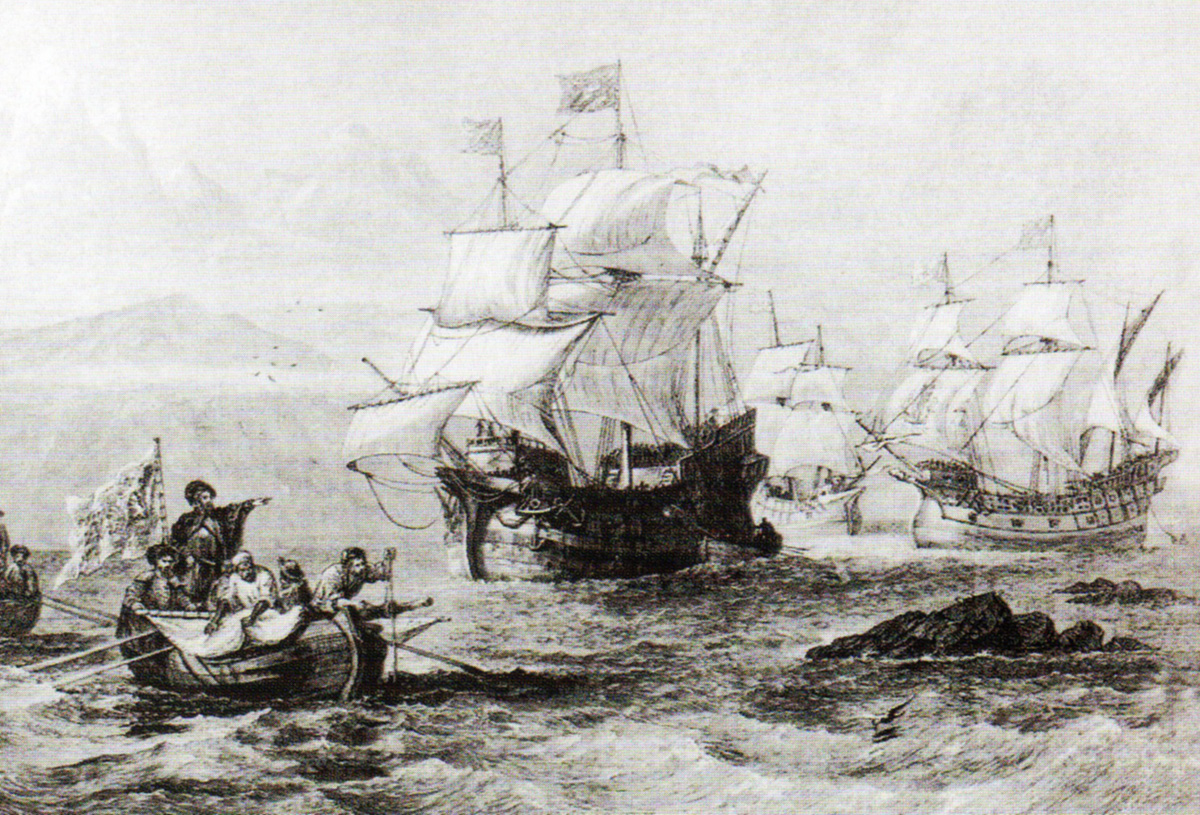
En 1520 se descubre el "Estrecho de Todos los Santos", conocido hoy como "Estrecho de Magallanes"

- 20 de octubre: es fundado Hato Mayor del Rey por Francisco Dávila como una porción de tierra que se dedicaba a la ganadería y la agricultura.
- 21 de octubre: La expedición circunglobal de Fernando de Magallanes entra con sus naves en el estrecho que lleva su nombre, llamado originalmente Estrecho de Todos los Santos.
- 26 de octubre: El rey Carlos I de España es nombrado Emperador Electo del Sacro Imperio Romano Germánico.[4]

### Noviembre
- 8 de noviembre: Baño de sangre de Estocolmo.
- 11 de noviembre: Primera misa en Chile
- 28 de noviembre: Magallanes se interna en el Océano Pacífico.

### Diciembre
- 10 de diciembre: Martín Lutero, quemó la bula Exsurge, Domine, que le había condenado, hecho por el que fue excomulgado.[5]

### Sin Fecha
- Tienen lugar las Cortes de Santiago y La Coruña entre el 31 de marzo y el 25 de abril.
- Guerra de las Comunidades de Castilla
- Juan Ecolampadio publica su Gramática Griega.
- Jacopo Florentino talla el Santo Cristo de San Agustín (Granada)
- Ruperto de Nola menciona empanadas rellenas de atún, anguilas, trucha y congrioen el Llibre de Coch, recetario en catalán publicado en Barcelona.

## Nacimientos
- 20 de agosto, Segismundo II Augusto Jagellón
- Pernette du Guillet, poetisa francesa.
- Jerónimo Muñoz astrónomo valenciano.
- Casiodoro de Reina, religioso español.
- Abén Humeya, noble morisco español.
- Hernando de Acuña, poeta español.
- Vincenzo Galilei, músico italiano.
- William Cecil, político inglés.

## Fallecimientos
- 6 de abril: Rafael Sanzio, pintor italiano (n. 1483).
- 30 de junio: Blas Botello de Puerto Plata, conquistador español.
- 30 de junio: Juan Velázquez de León, conquistador español.
- 22 de septiembre: Selim I, Sultán otomano.
- Moctezuma II (52), emperador azteca, asesinado por los españoles.
- Cuitláhuac, hermano de Moctezuma, fallece de viruela tras 80 días de reinado.
- Alonso de Aragón, arzobispo de Zaragoza.
- Martín Waldseemüller, cartógrafo alemán.
- Mswati I de Suazilandia, rey de Suazilandia.
- Juan Velázquez de León, conquistador español.(1 de julio de 1520)